# Jarega
Jarega (in lingua russa Ярега) è un insediamento di tipo urbano di circa 6 000 abitanti (secondo i dati del censimento del 2024) situato in Russia, nella Repubblica dei Komi. Fa parte del circondario urbano della città di Uchta.